# Ark'ashen
Ark'ashen (armeniska: Ark’ashen) är ett vattendrag i Armenien.   Det ligger i provinsen Aragatsotn, i den västra delen av landet, 30 kilometer nordväst om huvudstaden Jerevan.
Trakten runt Ark'ashen består i huvudsak av gräsmarker. Runt Ark'ashen är det ganska tätbefolkat, med 60 invånare per kvadratkilometer.